# Graues Felsenblümchen
Das Graue Felsenblümchen (Draba incana) ist eine Pflanzenart aus der Gattung der Felsenblümchen (Draba) in der Familie der Kreuzblütengewächse (Brassicaceae). 

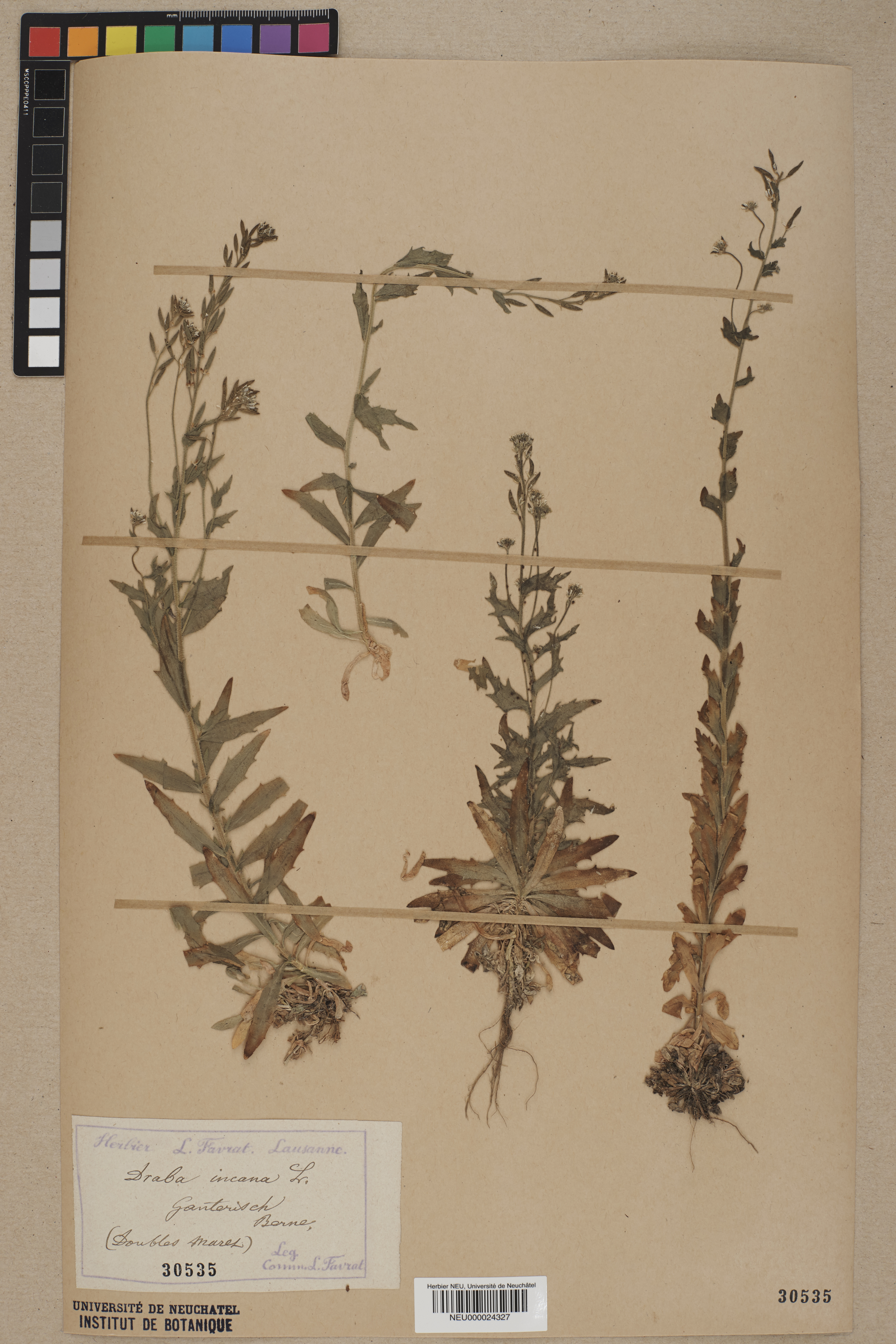
Graues Felsenblümchen (Draba incana), Herbarexemplare

## Beschreibung

### Vegetative Merkmale
Das Graue Felsenblümchen ist eine zweijährige oder ausdauernde krautige Pflanze und erreicht Wuchshöhen von bis zu etwa 35 Zentimetern. Sie wächst in Rasen. Ihre Wurzel ist spindelförmig und dünn. Unterhalb der Blattrosette besitzt diese Art faserige Blattreste, aus deren Achseln Erneuerungssprosse wachsen. Die Stängel sind aufrecht, einfach oder verzweigt.
Die grundständigen Laubblätter sind länglich lanzettlich, sie sind ganzrandig oder schwach gezähnt, 1–2,5 cm lang; sie sind dicht sternhaarig, manchmal gegen den Grund aber auch mit einfachen Haaren besetzt. Die meist zahlreichen Stängelblätter sind länger und schmäler als die Grundblätter; sie sind bis 4 cm lang, sitzend, eiförmig und meist ganzrandig.

### Generative Merkmale
Die Blütezeit liegt zwischen Mai und Juli. Der anfangs schirmtraubige, später traubige Blütenstand enthält 10 bis 40 Blüten und ist damit für diese Gattung relativ reichblütig. Die Blütenstiele sind aufrecht-abstehend und 1,5 bis 2 mm lang.
Die zwittrigen Blüten sind vierzählig. Die vier Kelchblätter sind 2 mm lang, weiß hautrandig und stumpf. Die Blütenkronblätter sind 4 bis 5 mm lang, weiß, schmal verkehrt-eiförmig, abgerundet oder schwach ausgerandet.
Die kahlen oder behaarten, netzaderigen Schötchen sind bei einer Länge von 5 bis 15 Millimetern sowie einer Breite von 2 bis 2,5 Millimetern länglich bis lanzettlich meist mit bis 0,8 mm langem Griffel.
Die Chromosomenzahl beträgt 2n = 32.

## Vorkommen
Das Graue Felsenblümchen kommt hauptsächlich in Nord- und Nordwesteuropa sowie in der Arktis vor, aber auch in den Alpen.
Das Graue Felsenblümchen wächst in Höhenlagen von 1500 bis 2750 Metern. Es gedeiht an sonnigen Felsen oder in lückigen Steinrasen mit Elyna, auch am Gemslägern  auf nährstoffreichen, meist kalkhaltigen Gesteinen. Sie hat ihren Schwerpunkt in Pflanzengesellschaften des Potentillion caulescentis.
Die ökologischen Zeigerwerte nach Landolt et al. 2010 sind in der Schweiz: Feuchtezahl F = 2 (mäßig trocken), Lichtzahl L = 5 (sehr hell), Reaktionszahl R = 4 (neutral bis basisch), Temperaturzahl T = 1+ (unter-alpin, supra-subalpin und ober-subalpin), Nährstoffzahl N = 2 (nährstoffarm), Kontinentalitätszahl K = 2 (subozeanisch).

## Systematik
Die Erstveröffentlichung von Draba incana erfolgte 1753 durch Carl von Linné in Species Plantarum, Tomus 2, S. 643. Synonyme sind Draba stylaris J. Gay ex W.D.J. Koch und Draba confusa Ehrh.
Manche Autoren unterschieden zwei Unterarten, es handelt sich aber um akzeptierte Arten.